# Fontana della Chiena
La Fontana della Chiena  è una fontana della città di Campagna.

## Descrizione
La fontana progettata nel 1982, è un’opera di Angelo Riviello, realizzata con reperti e frammenti in pietra, terracotta e ceramica, rinvenuti dopo il sisma dell’Irpinia del 1980, con una struttura portante in ferro e cemento bianco. La fontana, fu realizzata nel 1994, rivista nelle dimensioni dopo la costruzione dei nuovi Uffici Postali, misura 460 cm di altezza con una pianta quadrangolare di 380 cm per 350 cm per 300 cm. 
L'opera è ubicata in piazza Melchiorre Guerriero, luogo deputato per antonomasia del tradizionale evento estivo, tra i mesi di luglio e agosto, detto “'A Chiena”, l'annuale funzione di pulizia urbana, in uso fino agli anni 60 e inizio anni 70, dopo il passaggio degli animali da soma (asini e muli, che dalla campagna, la sera dopo il tramonto e una giornata di duro lavoro, rientravano in città), attraverso la provvisoria deviazione delle acque del fiume Tenza. Per quasi un decennio lungo gli anni 70, l’evento andò in disuso, fino al 1982 (lo stesso anno in cui fu progettata la fontana), quando da nettezza urbana fu trasformata per un uso diverso, in Opera d’Arte e Spettacolo, rientrando così a far parte del “Progetto Chiena”, dove il solo aspetto coinvolgente rimasto dal 1995 ad oggi, sono le secchiate, con la Fontana che è il simbolo per eccellenza della nuova Chiena (una Piena d’acqua e una Piena d'arte), scaturita in un’azione di recupero di quegli anni 80 post sisma, da un’idea progettuale dell’’autore stesso, con il suo lavoro sulla memoria e identità, chiamando in causa il mondo dell’arte e della cultura, restituendola alla Comunità.
La fontana si presenta come un grande muro che si apre squarciandosi, dalla cui spaccatura fuoriesce l'acqua, come simbolo di vita, guardando al futuro con fiducia, malgrado la tragedia del terremoto. Con il "tutto pieno", catapultandosi oltre i gradoni davanti alla fontana, l'acqua si riversa nella piazza per bagnare, lavare, rinfrescare e pulire le strade del centro storico, lungo tutto il corso Umberto I.
Un certo numero di elementi lapidei sparsi, misti a sassi e terracotta incastonati sulla parete di cemento, simulano il crollo del grande muro.